# Zygodon sordidus
Zygodon sordidus är en bladmossart som beskrevs av C. Müller 1857. Zygodon sordidus ingår i släktet ärgmossor, och familjen Orthotrichaceae. Inga underarter finns listade i Catalogue of Life.